# Штучка (фільм)
«Штучка» (англ. The Stuff) — американський сатиричний науково-фантастичний фільм жахів 1985 року, написаний і зрежисований Ларрі Коеном.

## Синопсис
Таємнича солодка субстанція, яка сочиться з-під землі, продається як новітній низькокалорійний десертний продукт під назвою «Штучка» та швидко стає найпопулярнішими ласощами у США. Проте виявляється, що десерт викликає сильне звикання та перетворює людей на "зомбі", які більш за все прагнуть отримати нову порцію.

## У ролях
| Актор             | Роль                               |
| ----------------- | ---------------------------------- |
| Майкл Моріарті    | Девід "Мо" Резерфорд               |
| Андреа Марковіччі | Ніколь                             |
| Гаррет Морріс     | Чарльз В. "Шоколадний Чарлі" Гоббс |
| Пол Сорвіно       | полковник Малкольм Громметт Спірс  |
| Скотт Блум        | Джейсон                            |
| Денні Аєлло       | містер Вікерс                      |
| Патрік О'Ніл      | Флетчер                            |
| Александр Скорбі  | Еванс                              |
| Рассел Найп       | Річардс                            |
| Коллетт Блоніган  | мати Джейсона                      |
| Френк Телфер      | батько Джейсона                    |
| Брайан Блум       | брат Джейсона                      |

Також Брук Адамс, Лорен Лендон, Ейб Віґода та Теммі Граймс зіграли в рекламних роликах «Штучки», а Міра Сорвіно зіграла працівницю фабрики.

## Виробництво
Зйомки фільму відбувалося з серпня по вересень 1984 року. Місця знімання: Нью-Палц, Нью-Йорк і Лос-Анджелес. Постпродакшн розпочався в січні 1985 року. Зокрема сторожова застава Mohonk Mountain House використовувалася у фільмі як штаб-квартира полковника Малкольма Громметта Спірса.
Для імітації смерті персонажів, які стали жертвами "Штучки", використовували кілька ляльок. Для зображення перетворення Чарлі було зроблено чотири моделі голови Гаррета Морріса. Для кадрів споживання "Штучки" використовували морозиво, йогурт і збиті вершки.
Сценарій був оригінальною історією Коена. Він казав: «Моїм головним натхненням були споживацтво і жадібність корпорацій в нашій країні, а також шкідливі продукти, які продавалися. Я постійно читав у газетах про те, що різні товари та матеріали відкликають, бо вони шкодять людям. Наприклад, у вас вилучали з продажу харчові продукти, бо вони були небезпечні для здоров'я людей».

## Випуск
Прем'єра фільму відбулася 30 березня 1985 року на USA Film Festival, в кінотеатрах США його випустила компанія New World Pictures у червні 1985 року.
Фільм вийшов на VHS та Betamax на студії New World Home Video у 1985 році. Пізніше він вийшов на DVD, дистриб'ютор — компанія Anchor Bay Entertainment у 2000 році.

## Зовнішні посилання
- The Stuff на сайті IMDb (англ.)
- The Stuff на сайті Rotten Tomatoes (англ.)